# Крем де кассис
Крем де кассис (от фр. Crème de cassis) — французский сладкий ягодный ликёр из чёрной смородины. Для приготовления ликёра смородину измельчают и замачивают в спирте с последующим добавлением сахара.

## Происхождение и производство
Современная версия напитка впервые появилась в 1841 году, придя на смену смородиновой водке — ратафии. От ратафии крем де кассис отличается меньшей крепостью и более сладким вкусом.
Ликёр крем де кассис в целом не имеет защищённого региона происхождения, однако ассоциируется в первую очередь с Бургундией. Если смородина для производства ликёра собрана поблизости от главного города Бургундии — Дижона, то ликёр маркируется как «Крем де кассис де Дижон». В свою очередь, маркировка «Крем де кассис де Бургундия», утверждённая в 2015 году, указывает на происхождение сырья из Бургундии в целом (за пределами коммуны Дижон).
Помимо Бургундии, ликёр производится в других провинциях Франции, в частности, в департаменте Изер, а также в Люксембурге, Канаде, Великобритании и даже на острове Тасмания.
Ежегодно только во Франции производится около 16 миллионов литров ликёра крем де кассис. Большая часть потребляется в самой Франции, но часть идёт на экспорт.
Дополнительную популярность ликёру придала британская писательница Агата Кристи, которая неоднократно называла крем де кассис любимым напитком Эркюля Пуаро.

Мысленно Пуаро ещё раз воздал должное своему слуге. Он даже не знал, что у него в доме есть пиво. Впрочем, ему казалось непонятным, как можно поглощать это пойло, когда на свете существуют мягкие и сладкие ликёры, созданные специально для цивилизованных людей.
— Агата Кристи. «Миссис Макгинти с жизнью рассталась».
На основе ликёра крем де кассис смешивают коктейли, самым знаменитым из которых является коктейль Кир.